# 산 피에트로 인 몬토리오 성당

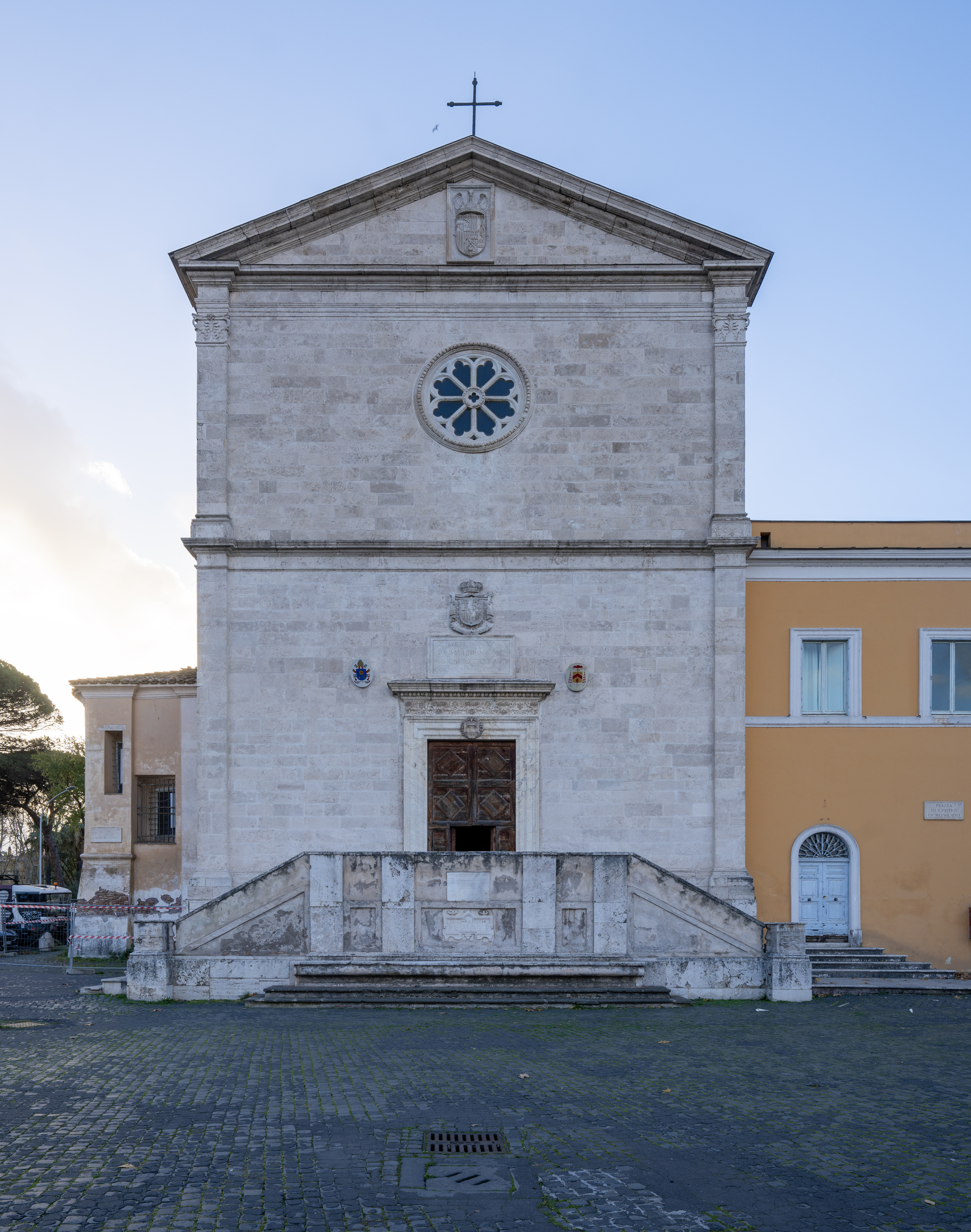

산 피에트로 인 몬토리오 성당은 이탈리아의 성당이다.
베아트리체 첸치가 사형당한후 묻힌 곳으로 전해진다. 베아트리체 첸치는 프란체스코 첸치의 딸로 알려져있다. 프란체스코 첸치는 베아트리체를 강간하는 등 비도덕적인 만행을 자행한 인물로 알려져있으나 귀족이라는 명목으로 제대로된 처벌을 받지 않자 베아트리체 일당은 그를 복수하기 위해 살해를 저지른다. 많은 이들이 그들을 동정하며 정당방위를 주장했으나 결국 그 일당들은 모두 사형당한다. 귀족에 대한 저항으로 널리 알려지게 된 베아트리체 첸치가 사후 묻힌 곳이 산 피에트로 인 모토리오 성당이다. 실은 이 성당은 베드로를 기리기 위해 지어진 성당이며 당대 유명한 건축가인 산 피에트로가 이 건물을 설계했다.